# Yongmun-myeon, Yangpyeong-gun
Yongmun-myeon (koreanska: 용문면) är en socken i kommunen Yangpyeong-gun i provinsen Gyeonggi i den norra delen av  Sydkorea, 55 km öster om huvudstaden Seoul.